# Atiq Rahimi
Atiq Rahimi (farsi: عتیق رحیمی ), född 26 februari 1962 i Kabul, är en afghansk-fransk romanförfattare och filmare.

## Biografi
Atiq Rahimi föddes i Kabul som son till en guvernör under Zahir Shah och en lärare. Modern gjorde honom bekant med västerländsk litteratur som Victor Hugo, John Steinbeck och Virginia Woolf. När monarkin föll vid statskuppen 1973 fick familjen bekymmer och fadern hölls som politisk fånge i tre år. Rahimi studerade vid en fransk skola men följde, sedan fadern frisläppts, denne i landsflykt och hamnade i Bombay, återvände till övriga familjen i Kabul 1979, studerade litteratur vid universitetet i Kabul och jobbade som filmkritiker. Hans bror blev kommunistisk partisian och själv erbjöds han stipendier om han gjorde likaledes, men han vägrade.
Tillsammans med 22 andra, däribland hans blivande hustru, flydde Rahimi sitt hemland vintern 1984, bodde ett år i Pakistan och hamnde därefter i Frankrike som politisk flykting. Han återupptog sina studier i Rouen. Sedan han doktorerat i audiovisuell kommunikation vid Sorbonne gjorde han några dokumentärfilmer om Afghanistan. 
Han debuterade som romanförfattare 2000 med Khâkestar-o-khâk (Terre et cendres, Jord och aska) vilken han sedermera filmatiserade och visade vid Cannesfestivalen 2004 där filmen prisbelönades. Han skrev romanen när talibanerna tagit makten och hans bror hade dött, 1996. Med andra person-synvinkel skildrar han, med en berättelse om tre generationer, Afghanistans omvälvande samtidshistoria och dess framtid. Genomgående löper ett intertextuellt förhållande till Shahnameh i berättelsen och Rahimi använder flitigt metaforer och symbolik.
2008 tilldelades han prix Goncourt för romanen som utkom samma år, Syngué sabour. Pierre de patience (Tålamodets sten), den första han skrivit direkt på franska. Det var också det första verk att översättas till svenska, utgiven av Leopard förlag.
Han samarbetar med Bernard-Henri Lévy i att grunda ett författarcentrum.